# Добринское сельское поселение (Калининградская область)
До́бринское се́льское поселе́ние  — упразднённое в 2014 году муниципальное образование в составе Гурьевского района Калининградской области. Административным центром поселения является посёлок Добрино.

## География
Площадь поселения 18046 га, из них сельскохозяйственных угодий 8187 га. Население составляет 4692 человека.

## История
Добринский сельский Совет народных депутатов образован 17 июня 1947 года в составе Полесского района. С 25 июля 1947 года включен в состав Гурьевского района.
30 июня 2008 года в соответствии с законом Калининградской области № 254 образовано Добринское сельское поселение, в которое вошла территория Добринского сельского округа и часть Космодемьяновского сельского округа.
Законом Калининградской области от 29 мая 2013 года № 229, 1 января 2014 года все муниципальные образования Гурьевского муниципального района — Гурьевское городское поселение, Большеисаковское, Добринское, Кутузовское, Луговское, Низовское, Новомосковское и Храбровское сельские поселения — были преобразованы в Гурьевский городской округ.

## Население
| 2002 | 2010  | 2012  | 2013  |
| ---- | ----- | ----- | ----- |
| 2043 | ↗4092 | ↗4135 | ↗4171 |

## Состав сельского поселения
В состав сельского поселения входят 36 населённых пунктов
- Азовское (посёлок) — 33[6]
- Аистово (посёлок) — 49[6]
- Алтайское (посёлок) — 1[6]
- Анечкино (посёлок) — 32[6]
- Антоновка (посёлок) — 0[6]
- Баевка (посёлок) — 112[6]
- Барсуковка (посёлок) — 19[6]
- Веселовка (посёлок) — 78[6]
- Вишневка (посёлок) — 57[6]
- Грибоедово (посёлок) — 39[6]
- Добрино (посёлок, административный центр) — 539[6]
- Егорьевское (посёлок) — 92[6]
- Заречье (посёлок) — 341[6]
- Знаменка (посёлок) — 21[6]
- Константиновка (посёлок) — 656[6]
- Космодемьянское (посёлок) — 108[6]
- Курганы (посёлок) — 4[6]
- Лосево (посёлок) — 8[6]
- Менделеево (посёлок) — 96[6]
- Митино (посёлок) — 73[6]
- Моргуново (посёлок) — 327[6]
- Мордовское (посёлок) — 37[6]
- Новгородское (посёлок) — 167[6]
- Осокино (посёлок) — 117
- Первомайское (посёлок) — 119[6]
- Полтавское (посёлок) — 30[6]
- Пруды (посёлок) — 14[6]
- Разино (посёлок) — 129[6]
- Рассвет (посёлок) — 470[6]
- Совхозное (посёлок) — 20[6]
- Соколовка (посёлок) — 7[6]
- Третьяковка (посёлок) — 32[6]
- Тростники (посёлок) — 51[6]
- Урожайное (посёлок) — 78[6]
- Цветково (посёлок) — 5[6]
- Ярославское (посёлок) — 157[6]

## Экономика
На территории поселения имеются гравий и песок.

## Транспорт
По территории поселения проходят дорога федерального значения Калининград — Полесск и 12 дорог областного значения, а также железнодорожная линия Калининград — Советск. Находятся железнодорожные станции Добрино, Баевка-1 и Баевка-2.

## Социальная сфера
В поселении имеется средняя школа, 4 детских сада (Рассвет, Моргуново, Заречье, Константиновка), 3 Дома культуры (пос. Добрино, Константиновка, Рассвет), 4 библиотеки (Добрино, Константиновка, Ярославское, Рассвет).

## Достопримечательности
- Братские могилы советских воинов, погибших в январе 1945 года в Добрино (1952 года), в Константиновке (1950), в посёлке Рассвет (1949).
- Памятник погибшим в годы Первой мировой войны 1914—1918 годов в посёлках Тростники и Ярославское.
- Парк «Первомайский» в посёлке Первомайское.
- Руины замка «Кайнен» (1254) в Заречье.
- Кирхи в посёлках Тростники и Ярославское.